# 북마케도니아-코소보 관계
북마케도니아-코소보 관계(마케도니아어: Односи меѓу Македонија и Косово, 알바니아어: Marrëdhëniet Maqedoni-Kosovë)는 북마케도니아와 코소보의 양자 관계를 의미한다.
북마케도니아가 유고슬라비아로부터 독립한 시점에 대략 전체 인구의 25%를 차지하는 알바니아계 북마케도니아인들이 북마케도니아 내부에 거주하고 있었다.
2008년 코소보 독립선언 이전, 유고슬라비아 전쟁의 일부인 코소보 전쟁에서 난민 위기가 발생함에 따라, 북마케도니아(당시 마케도니아 공화국)의 알바니아계 코소보 전쟁난민들이 북부 지역에 대거 유입되었다. 당초 북마케도니아가 예상한 2만명을 휠씬 넘는 약 23만명 정도의 알바니아계 코소보인들이 진입함에 따라, 알바니아계 주민들이 요구가 증가하였다. 이는 2001년 마케도니아 공화국 분란으로 이어져서, 알바니아군의 지원을 받는 민족해방군이 북마케도니아군과 전투를 벌였다.
2008년 코소보 독립선언 이후, 양국은 비공식 관계에서 2008년 북마케도니아 정부가 코소보의 국제적 승인을 허락함에 따라 공식 관계로 발전시켰다. 2009년에 두 국가는 국경선 획정에 합의하며, 갈등의 소재를 제거하였고, 수도에 상호적으로 대사관을 설치하였다.
북마케도니아 내부에서 알바니아계 북마케도니아인 계열에 의해 발생하였던 2012년 인종 간 폭력 사태, 2012년 스밀류코브치 호수 살인 사건, 2015년 쿠마노보 충돌 사태과 별개로 양국의 관계는 증진되고 있다.
2025년에 두 국가는 국경 이동을 더욱 간소화하기로 합의하였다.

## 같이 보기
- 북마케도니아의 대외 관계
- 코소보의 대외 관계
- 2001년 마케도니아 공화국 분란